# Höllenfahrten
Höllenfahrten hieß eine Reportagenserie der Reihe Terra X aus den Jahren 1998 bis 2000, die im ZDF erstausgestrahlt wurde. Sie hatte 14 Folgen von je 45 Minuten Länge.

## Handlung
Dramatische Ereignisse der See- und Luftfahrtsgeschichte wurden mit dokumentarischen Fotos und Filmaufnahmen untermalt dargestellt. Sprecher waren die Schauspieler Christian Brückner und Tilly Lauenstein.
Für die Folge Titanic der Luefte – Die letzte Fahrt der Hindenburg gab es zahlreiche Zeitzeugen, die zu Wort kamen. Werner Doehner (* 14. März 1929 in Darmstadt; † 8. November 2019 in Laconia (New Hampshire)), Werner Franz, Eduard Boëtius und Emilie Imhof die den Absturz der Die Hindenburg überlebten, berichten von ihren Eindrücken, ebenso Herbert Morrison, der den Absturz als Reporter vor Ort erlebte und dokumentierte.

## Episodenliste
| Nr. | Titel                                                                             | Beschreibung | Regie                              | Erstausstrahlung |
| --- | --------------------------------------------------------------------------------- | --- | ---------------------------------- | ---------------- |
| 1   | Schiffbruch an der Skelettküste                                                   | Ein Bericht über den Todesstreifen an der Westküste Afrikas und das Schicksal der „Dunedin Star“ 1942.              |                                    | 26. Apr. 1998    |
| 2   | Der eiskalte Traum                                                                | Über die tödliche Ballonfahrt von Salomon Andrée, Knut Fraenkel und Nils Strindberg über die Arktis im Jahre 1897.  | Günther Klein                      | 3. Mai 1998      |
| 3   | Flucht aus Laos                                                                   | Über die Flucht des US-Piloten Dieter Dengler aus nordvietnamesischer Gefangenschaft im Jahre 1966.                 | Werner Herzog                      | 10. Mai 1998     |
| 4   | Meuterei auf der „Batavia“                                                        | Über den Schiffbruch der Batavia im Jahre 1629.                                                                     | Christian Twente Martin Papirowski | 17. Mai 1998     |
| 5   | Desaster am Teufelstor                                                            | Über die Mormonen-Trecks im Jahre 1856, nach den Tagebüchern von Elisabeth Camm.                                    | Jens-Peter Behrend Eike Schmitz    | 24. Mai 1998     |
| 6   | Teufelsritt am Highway Gottes – Abenteuer in den Fußstapfen von David Livingstone | Über die Afrikareise von David Livingstone entlang des Sambesi im Jahre 1855.                                       | Tina Radke-Gerlach                 | 7. Juni 1998     |
| 7   | Verschollen im Grand Canyon                                                       | Über die Durchquerung des Grand Canyon durch das Team von John Wesley Powell in den Jahren von 1869 bis 1870.       | Wolfgang Ebert                     | 14. Feb. 1999    |
| 8   | Die Suche nach den Quellen des Nils                                               | Über die Suche von Samuel und Florence Baker im Jahre 1863 nach den Quellen des Nils.                               | Luise Wagner                       | 21. Feb. 1999    |
| 9   | Notlandung in der Krokodilsbucht                                                  | Über die Notlandung von Hans Bertram und Adolf Klausmann mit dem Flugzeug Atlantis in Nordaustralien im Jahre 1932. | Ray Müller                         | 7. März 1999     |
| 10  | SOS im Polarmeer                                                                  | Über den Schiffbruch von Tony Bullimore im Jahre 1997.                                                              | Ray Müller                         | 14. März 1999    |
| 11  | Titanic der Lüfte – Die letzte Fahrt der Hindenburg                               | Über die Katastrophe des Luftschiffs Hindenburg im Jahre 1937.                                                      | Peter Bardehle                     | 28. Mai 2000     |
| 12  | Drama in der Eigernordwand                                                        | Über den Überlebenskampf der Bergsteiger Thomas Burger und Holger Wendel an der Eigernordwand im Jahre 1983.        | Gerhard Baur                       | 6. Apr. 2000     |
| 13  | Heldensaga im Eismeer                                                             | Über den Polarforscher Ernest Shackleton und die Endurance-Expedition in den Jahren 1914 bis 1917.                  | Georg Graffe                       | 11. Juni 2000    |
| 14  | Sturmfahrt 2000 – Arved Fuchs: Leben für das Abenteuer                            | Über eine Forschungsreise auf den Spuren von Ernest Shackleton im Jahre 2000.                                       | Sabine Klauser                     | 3. Aug. 2000     |